# Unión Deportiva Melilla
|  | No s'ha de confondre amb Unión Deportiva Melilla (1943). |

La Unión Deportiva Melilla és un club de futbol espanyol de la ciutat de Melilla.
La primera Unión Deportiva Melilla es fundà el 6 de febrer de 1943 després de la fusió de tres clubs de la ciutat, el Melilla Fútbol Club (1921–1943) i el Juventud Español (1940–1943, fusió de Deportivo Español i Juventud Deportiva). Aquest equip pujà a Segona Divisió la temporada 1949-50. L'any 1956 va desaparèixer. L'any 1951 es fundà el Melilla Club de Fútbol a partir d'un club anomenat CD Tesorillo, que també jugà a Segona Divisió i desaparegué el 1976. El nou club neix el 1976 com a resultat de la fusió de l'anterior Melilla CF i Club Gimnástico de Cabrerizas, amb la incorporació de jugadors de la Sociedad Deportiva Melilla (creat el 1971). Entre el 1976 i el 1980 s'anomenà CD Gimnástico de Melilla i des de 1980 Unión Deportiva Melilla. Aquest equip debuta a la Segona Divisió B la temporada 1987-88.
Altres club de la ciutat havien estat el Melilla Industrial Club de Fútbol (1968–1974) i el Club de Fútbol Industrial Melilla (1975–1985). L'evolució dels principals clubs de la ciutat és:
- Melilla Fútbol Club (1921–1943)
- CU Juventud Español (1940–1943)
- Unión Deportiva Melilla (1943-1956)
- Club Deportivo Tesorillo (1940-1956) → Melilla Club de Fútbol (1956-1976)
- Sociedad Deportiva Melilla (1970–1976)
- Club Gimnástico de Cabrerizas (1973–1976)
- Gimnástico Melilla Club de Fútbol (1976-1980) → Unión Deportiva Melilla (1980-)

Altres clubs de la ciutat:
- Club Deportivo Real Melilla (1939–)
- Club de Fútbol Melilla Industrial (1968–74)
- Club de Fútbol Industrial Melilla (1975–85)
- Melilla Fútbol Club (1985–91)

## Dades del club
- Temporades a Primera Divisió: 0
- Temporades a Segona Divisió: 0
- Temporades a Segona Divisió B: 18
- Temporades a Tercera Divisió: 11
- Millor posició a la lliga: 1r (Segona Divisió B temporada 98-99)
- Pitjor posició a la lliga: 16è (Segona Divisió B temporada 01-02)